# Jean Nicolas Sénot
Jean Nicolas Sénot (né le 4 avril 1761 à Salins-les-Bains, aujourd'hui département du Jura, et mort le 23 septembre 1837 à Melun, Seine-et-Marne) est un militaire français des guerres de la Révolution et de l'Empire, connu pour avoir été de l'an VIII à 1814 le tambour-major du 1er régiment de grenadiers à pied de la Garde impériale.

## Biographie

### Naissance et Famille
Fils de Denis Sénot et de Denise Blanc, son épouse, il est baptisé au lendemain de sa naissance à la paroisse Notre-Dame de Salins.
Marié à Marie-Anne Pichon, il a trois enfants : une fille et un fils, Barbe et Jean-Baptiste, décédés avant lui, et un autre fils qui lui survivra, Jean-Pierre, capitaine qui fera toutes les campagnes de l'Empire, et se battra à Waterloo à la tête d'un bataillon du 2e régiment de grenadiers à pied de la Garde impériale, avec lequel il est parfois confondu.

### Carrière militaire sous l'Ancien-Régime

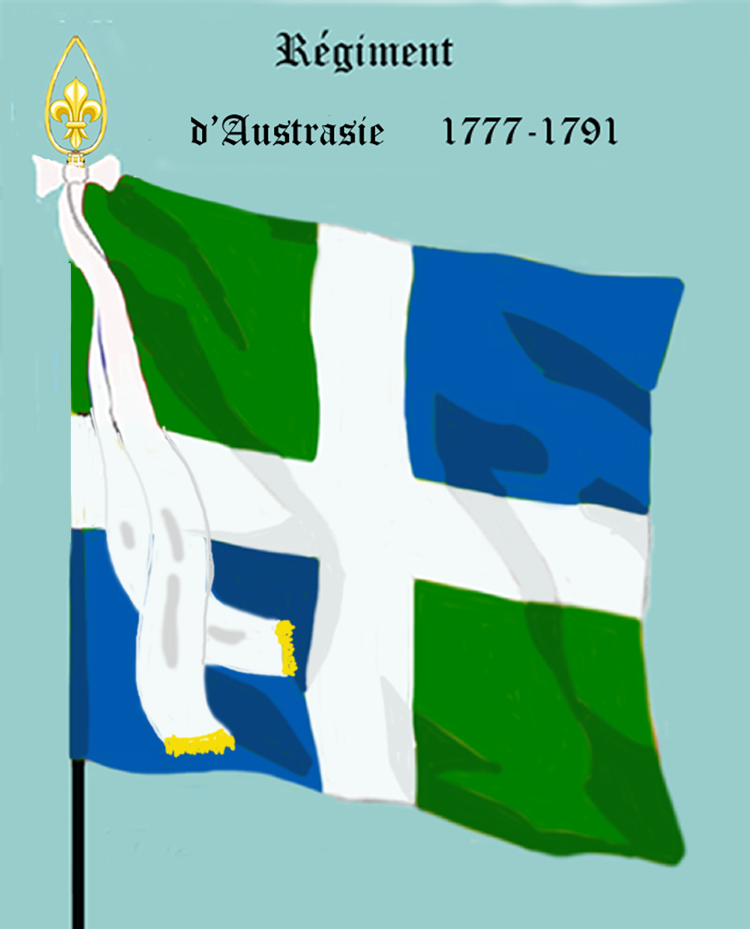
Drapeau d'ordonnance du Régiment d'Austrasie sous l'Ancien Régime

Il entre au service, pour la Campagne des Indes, à 17 ans en qualité de soldat au 8e Régiment d'Infanterie (alors Régiment d'Austrasie) le 12 mars 1778. Le 1er avril il est nommé caporal, et le 20 mai de cette même année, il est promu sergent.
Il est blessé d'un coup de sabre en 1781 en montant à l'assaut d'un vaisseau anglais, et reçoit un coup de feu à la jambe à la troisième bataille de Gondelour en 1783. Le 4 juin 1784, il est nommé tambour-major du régiment et rentre en France. Il aura passé toutes ces années en Inde avec son unité.

### Carrière militaire sous la Révolution
Promu sous-lieutenant le 12 janvier 1792, il devient lieutenant le 18 avril, et passe capitaine le 19 septembre 1793. Il sert à cette époque aux Armées du Nord, de Sambre-et-Meuse et de l'Ouest. Il démissionne par suite de blessures (coup de baïonnette en montant à l'assaut à Menin) en l'an IV.

### Carrière militaire sous le Consulat et l'Empire

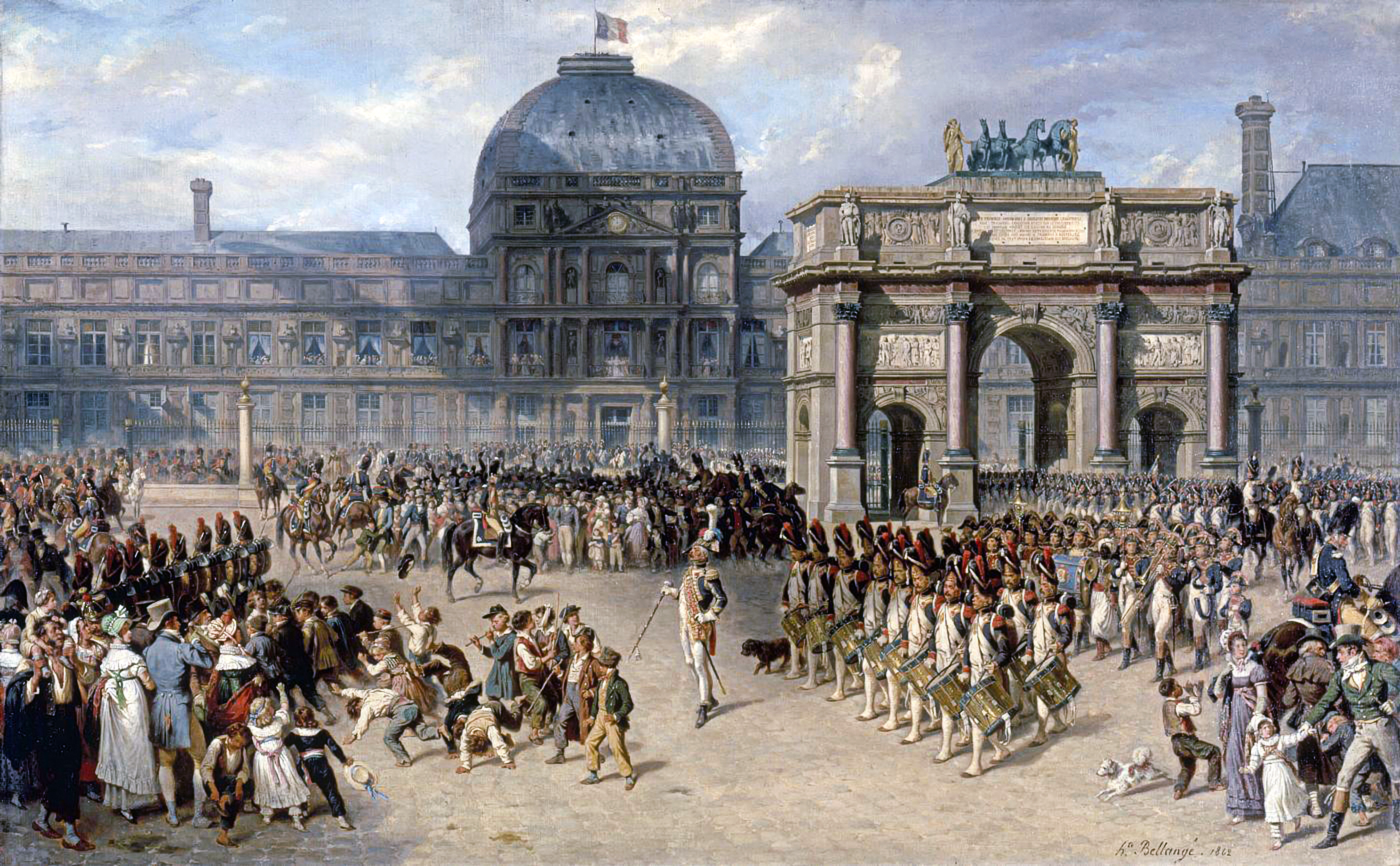
"Une revue sous l'Empire", par Bellangé, musée du Louvre. La composition de ce tableau place J.N.Sénot au centre de la toile

Jean Nicolas Sénot reprend du service, comme simple grenadier, dans la Garde du Directoire le 23 prairial an V et redevient tambour-major le 1er pluviôse an VIII dans les grenadiers de la Garde des Consuls, qui deviendront le 1er régiment de grenadiers à pied de la Garde impériale. Il y fait les campagnes de 1805 en Allemagne, de 1806 et 1807 en Prusse et en Pologne, de 1808 en Espagne, et de 1809 en Autriche. Il participe à toutes les batailles de cette époque : Ulm, Austerlitz, Iéna, Eylau, Friedland, Wagram…
En 1810, il est présent aux cérémonies du mariage de Marie-Louise et de Napoléon, qui l'appelait « mon beau et brave Sénot ». En 1811, il assure ès qualités divers services d'honneur à Paris. On ne trouve pas trace d'une participation de Sénot aux campagnes de Russie en 1812, ni d'Allemagne en 1813.
Ayant atteint la limite d'âge, il est nommé lieutenant en second au bataillon d'instruction de la Garde, à Fontainebleau, le 22 janvier 1814. La première abdication de Napoléon rend sans effet sa proposition pour le grade de capitaine dans une compagnie de vétérans. Passé au dépôt du régiment le 1er juillet 1814, il se retire en demi-solde le 1er décembre suivant pour être admis à la retraite au grade de capitaine le 31 janvier 1815, l'appartenance à la Garde conférant le grade immédiatement supérieur dans la Ligne.

### Place dans la légende napoléonienne
Marchant seul derrière un rang de sapeurs, en tête des troupes, lors des défilés, il a contribué à symboliser, à Paris et dans plusieurs capitales d'Europe où il est entré le premier, par sa silhouette et les chamarrures de son uniforme de parade, unique en son genre, les fastes des armées napoléoniennes. Il figure sur plusieurs tableaux historiques, est le sujet de gravures, et sa tenue est décrite ou illustrée dans la plupart des ouvrages traitant de l'uniformologie de cette période, de l'origine à nos jours. Jusqu'à aujourd'hui, plusieurs groupes de reconstitution historique ont fait apparaître son personnage en tête des reconstitutions de musiques militaires de l'époque.
Sa mission n'était pas que de prestige ou de parade, il avait aussi un rôle essentiel de soutien et de transmission des ordres pendant les combats. Le capitaine Coignet raconte dans ses mémoires que pendant la bataille d'Austerlitz, sur les pentes du plateau de Pratzen, « les tambours dirigés par M.Sénot, leur major, un homme accompli, battaient la charge à rompre les caisses et les tambours et la musique se mêlaient. C'était à entraîner un paralytique ! »
Plus loin, à propos de la bataille d'Eylau: « Au milieu de ce désastre, je pourrais citer de nombreux traits d'héroïsme ; en voici deux qui sont encore présents à ma mémoire : M.Sénot, notre tambour-major, était derrière nous à la tête de ses tambours. On vint lui dire que son fils [Jean-Pierre] était tué. C'était un jeune homme de seize ans. Il n'appartenait encore à aucun régiment, mais, par faveur et par égard pour la position de son père, on lui avait permis de servir comme volontaire parmi les grenadiers de la Garde. « Tant pis pour lui ! s'écria M.Sénot, je lui avais dit qu'il était encore trop jeune pour me suivre. » Et il continua à donner l'exemple d'une fermeté inébranlable. Heureusement, la nouvelle était fausse : le jeune homme avait disparu dans une file de soldats renversés par un boulet, et il n'avait aucun mal. Je l'ai revu, depuis, capitaine adjudant-major dans la Garde. »

### Décoration
Jean Nicolas Sénot est fait chevalier de la Légion d'honneur le 16 pluviôse an XII (5 février 1804), au titre de tambour-major des grenadiers à pied de la garde des Consuls. Cette nomination est confirmée à la Restauration, dans l'« Ordre royal » de la Légion d'honneur, par brevet du 9 mars 1821.

### Décès
Dans le « Dictionnaire Napoléon », Pierre-Antoine Balland indique: « […] Sénot, tambour-major des grenadiers à pied de la Garde, « le Brave Sénot », qui mesurait 2,05 m et qui mourut, comme son camarade Gebauer, dans les neiges de Russie […] ». Il se trouve que la réalité est moins héroïque. Outre que la taille annoncée est confondue avec celle, attestée, de son homologue Silliakus, du 3e régiment de grenadiers à pied de la Garde impériale (ex-hollandais), rien dans ses états de service n'indique que Sénot ait participé à la Campagne de Russie. Ce qui est sûr en revanche, c'est que, plus prosaïquement, il mourut le 23 septembre 1837, « capitaine en retraite » à Melun, à l'âge de 76 ans.

## Galerie

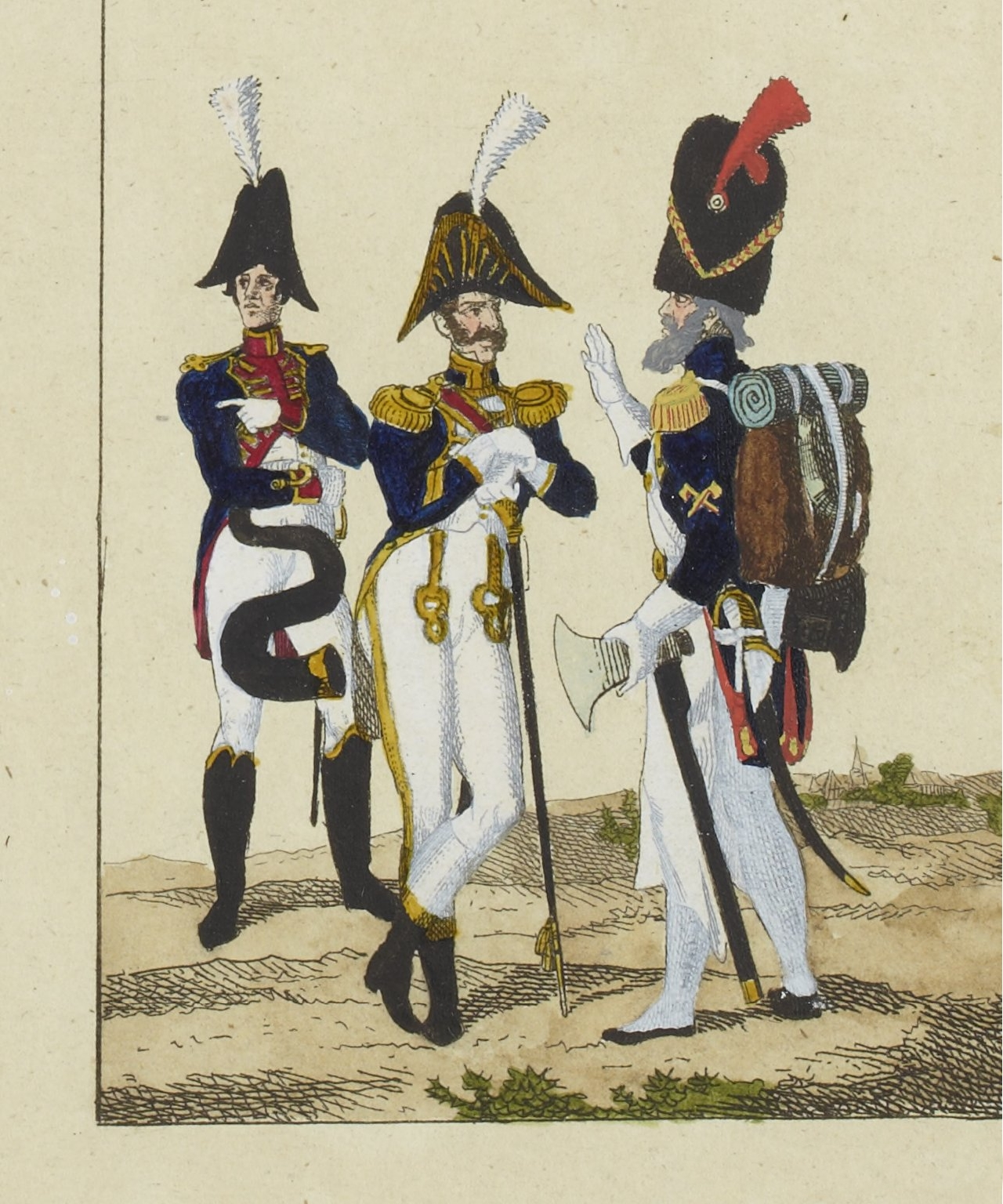
Détail d'une estampe du temps, par Baour, représentant Jean-Nicolas Sénot entre un musicien et un sapeur du 1er Régiment de grenadiers à pied de la Garde Impériale, la "tête de colonne".
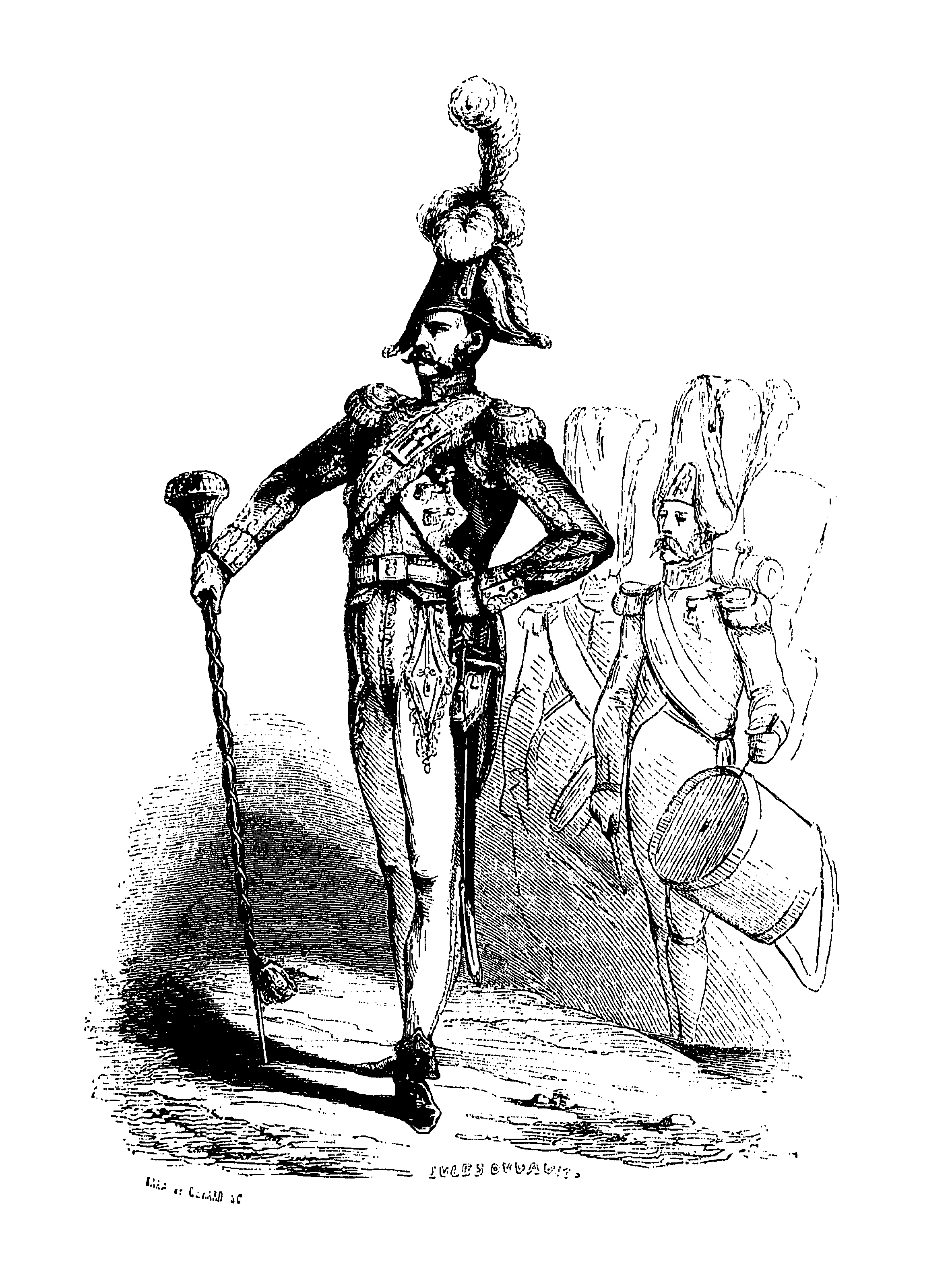
Gravure de Sénot par Jules Antoine Duvaux, ca.1840
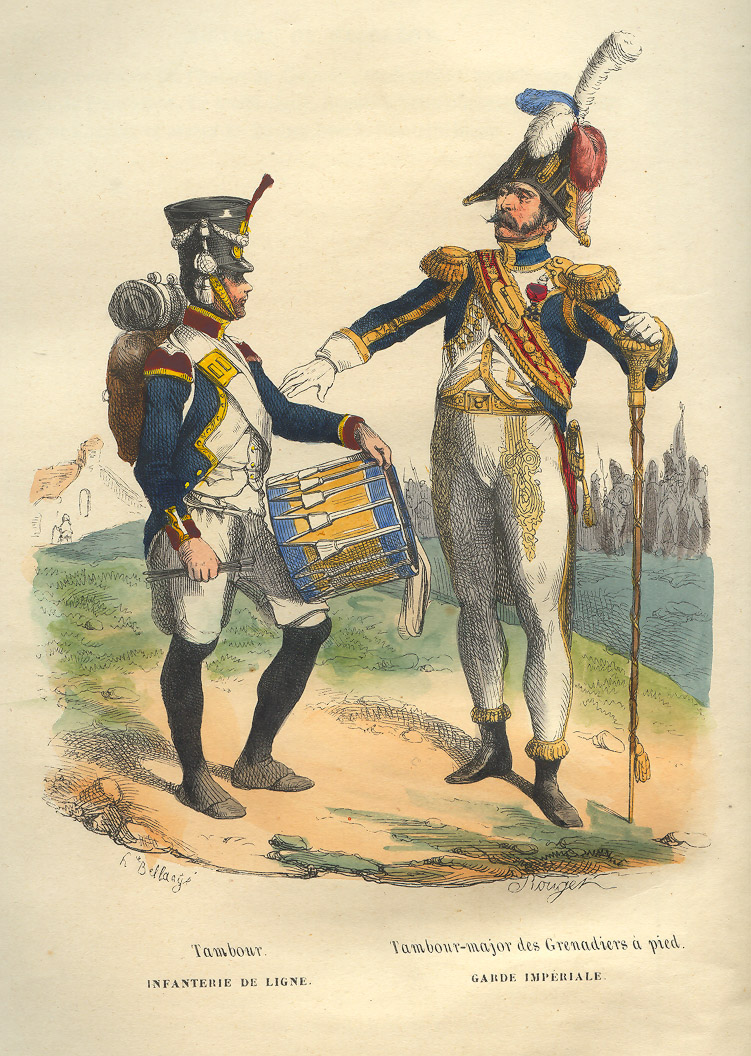
Gravure de Sénot par Hippolyte Bellangé, 1843
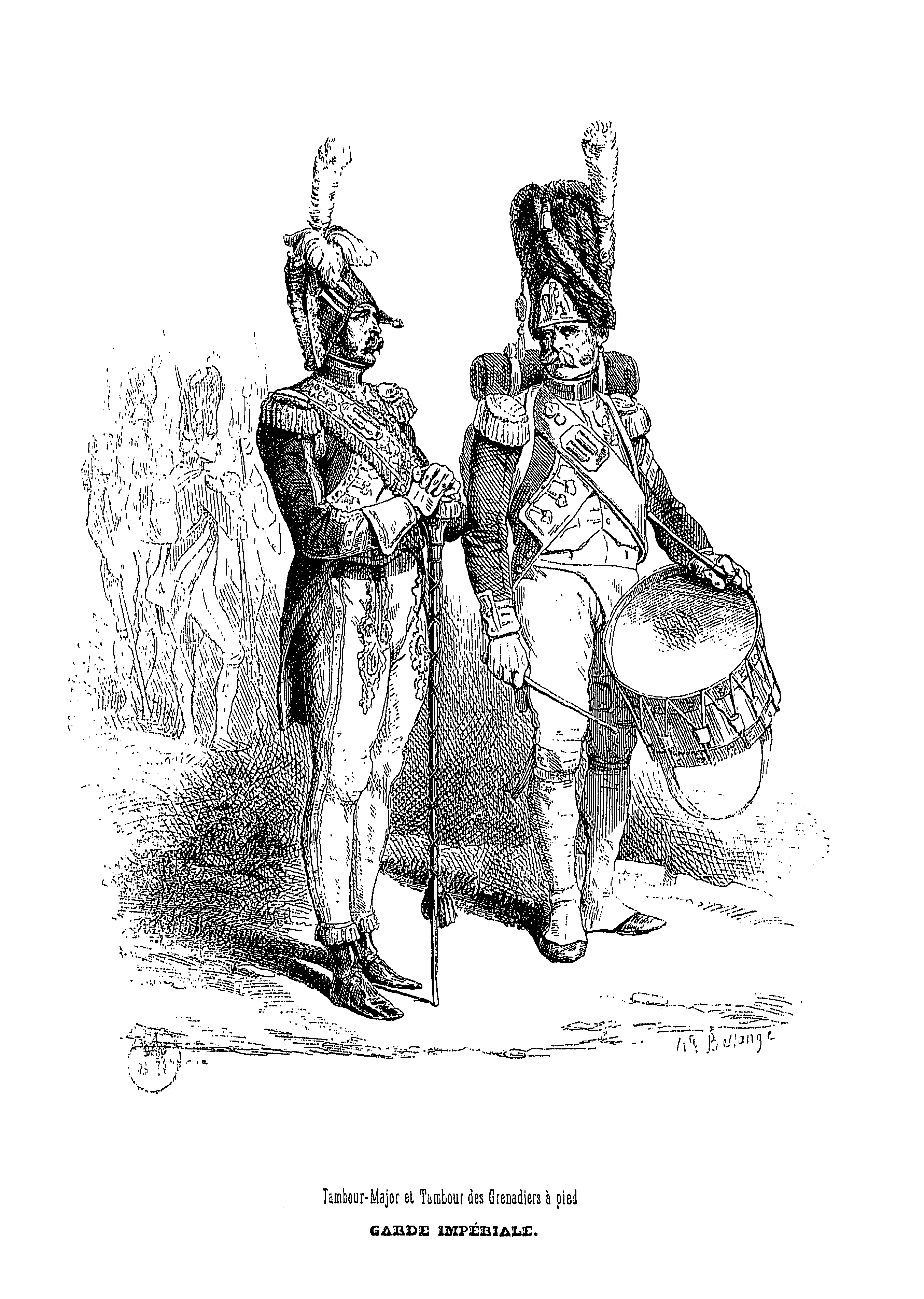
Autre gravure par Bellangé, 1846
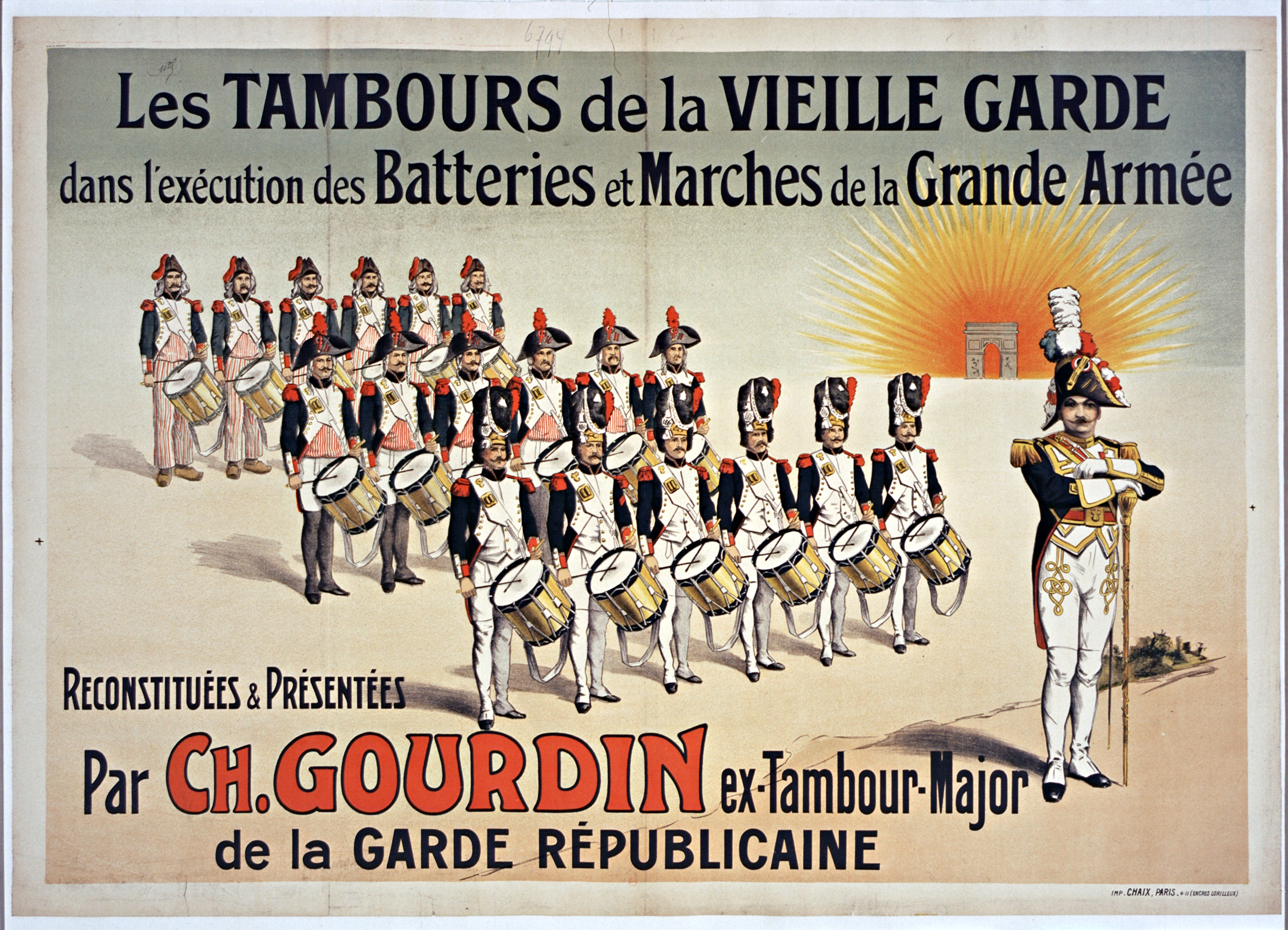
Reconstitution, en 1910 (haute résolution)
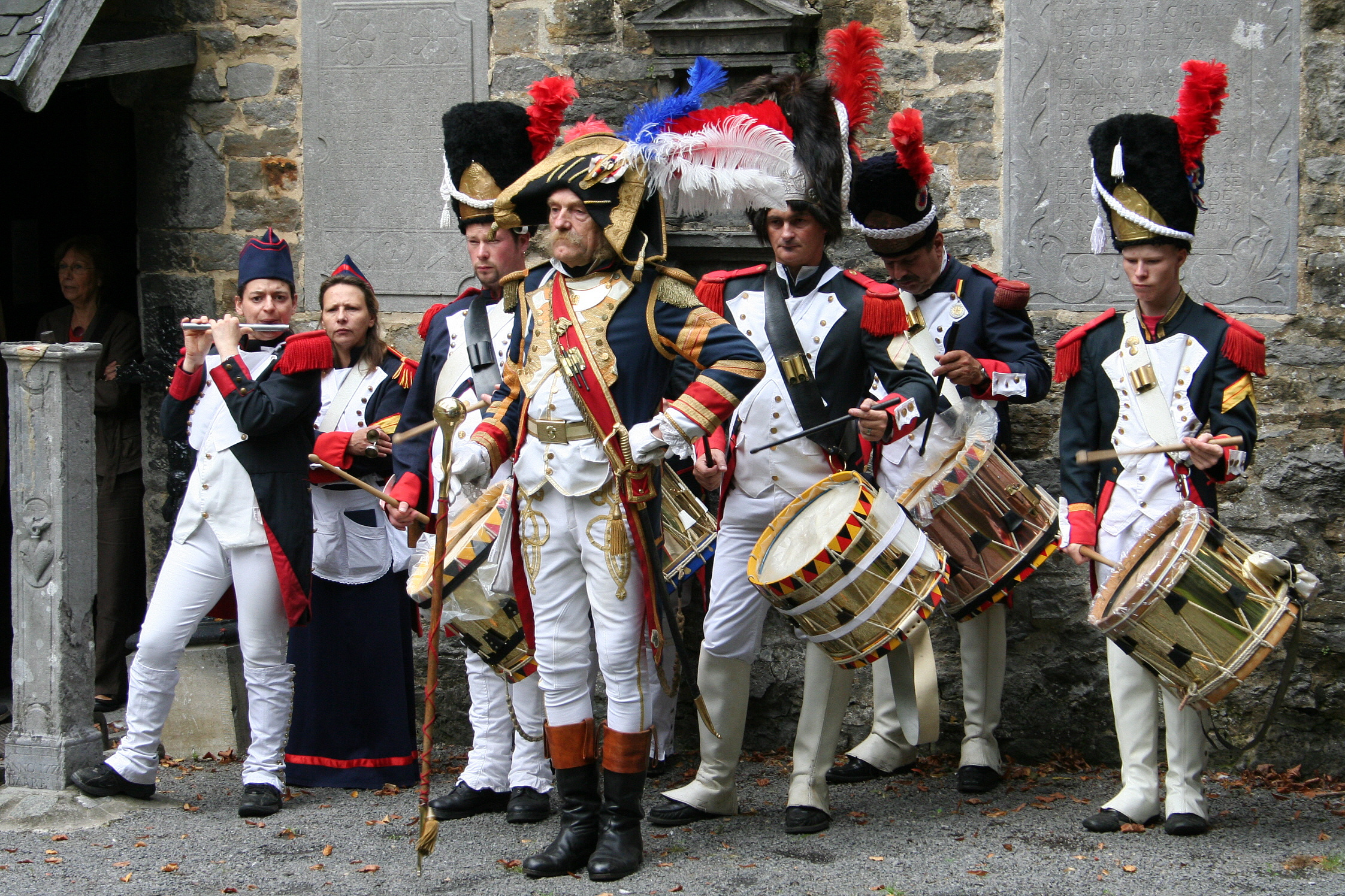
Reconstitution en 2007 (Belgique)